# Proyecto 22160
El Proyecto 22160 de patrulleros, designación OTAN: Clase Vasili Bíkov, es una clase de buque patrullero de alta mar equipado con lanzamisiles guiados de la Armada de la Federación de Rusia.

## Historia
Estos buques patrulleros son construidas por el astillero Zelenodolsk, antes conocido como Gorki. El fabricante alemán MAN SE debía entregar las turbinas para el proyecto 22160, de las cuales sólo la primera unidad recibió su asignación tras las sanciones por la crisis de Crimea. El astillero tuvo que recurrir a proveedores chinos (turbinas) y rusos (reductores: NPO Saturn RY).
La unidad líder, Vasili Bíkov, fue admitida al servicio activo en la Flota del Mar Negro en diciembre de 2018. En marzo de 2019 se estaban construyendo dos unidades de estos nuevos patrulleros en el astillero Zaliv (Kerch), adquirido en 2014 por el astillero Zelenodolsk.
En junio de 2022, 4 están en servicio, el quinto se entregará en diciembre de 2022 y el sexto y último en 2023. Tras la invasión rusa de Ucrania en 2022, se anuncia un refuerzo de la defensa antiaérea con la instalación de misiles Tor-M2KM.
Según el medio ruso gubernamental TASS, el proyecto de una serie adicional de seis corbetas se canceló debido a «sus cualidades tácticas y técnicas son incompatibles con las condiciones de combate.»
Se explica que los marineros no están del todo satisfechos con las características y el equipamiento de las corbetas probadas durante su uso en combate: navegabilidad insuficiente, blindaje demasiado ligero y vulnerabilidad de las centrales eléctricas, así como armas antiaéreas débiles.

## Buques de la clase
| Nombre           | N.º | Astillero   | Acostado                | Lanzamiento           | Entrada en servicio      | Flota     | Estado (2024)             |
| ---------------- | --- | ----------- | ----------------------- | --------------------- | ------------------------ | --------- | ------------------------- |
| Vasili Býkov     | 368 | Zelenodolsk | 26 de febrero de 2014   | 28 de agosto de 2017  | 20 de diciembre de 2018  | Mar Negro | En servicio               |
| Dimitri Rogachev | 375 | Zelenodolsk | 25 de julio de 2014     | finales de 2017       | 11 de junio de 2019      | Mar Negro | En servicio               |
| Pável Derzhavin  | 363 | Zaliv       | 18 de febrero de 2016   | 21 de febrero de 2019 | 27 de noviembre de 2020  | Mar Negro | En servicio               |
| Serguéi Kótov    | 383 | Zaliv       | 8 de mayo de 2016       | 29 de enero de 2021   | 30 de julio de 2022      | Mar Negro | Destruido (marzo de 2024) |
| Víktor Veliki    | -   | Zelenodolsk | 25 de noviembre de 2016 | Abril 2021            | 2023                     | Mar Negro | En construcción           |
| Nikolái Sipiagin | -   | Zelenodolsk | 13 de enero de 2018,    | Abril 2022            | antes de finales de 2023 | Mar Negro | En construcción           |

## Galería de imágenes

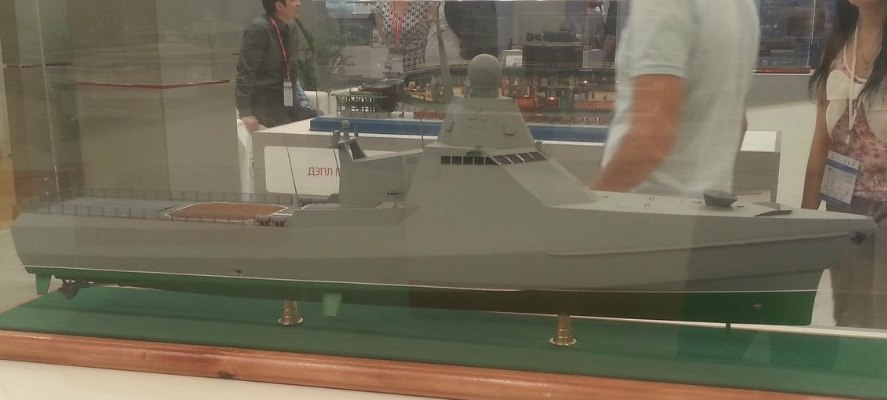
Maqueta del buque patrullero Proyecto 22160 en la exposición «Армия 2015» (en ruso: Ejército 2015).
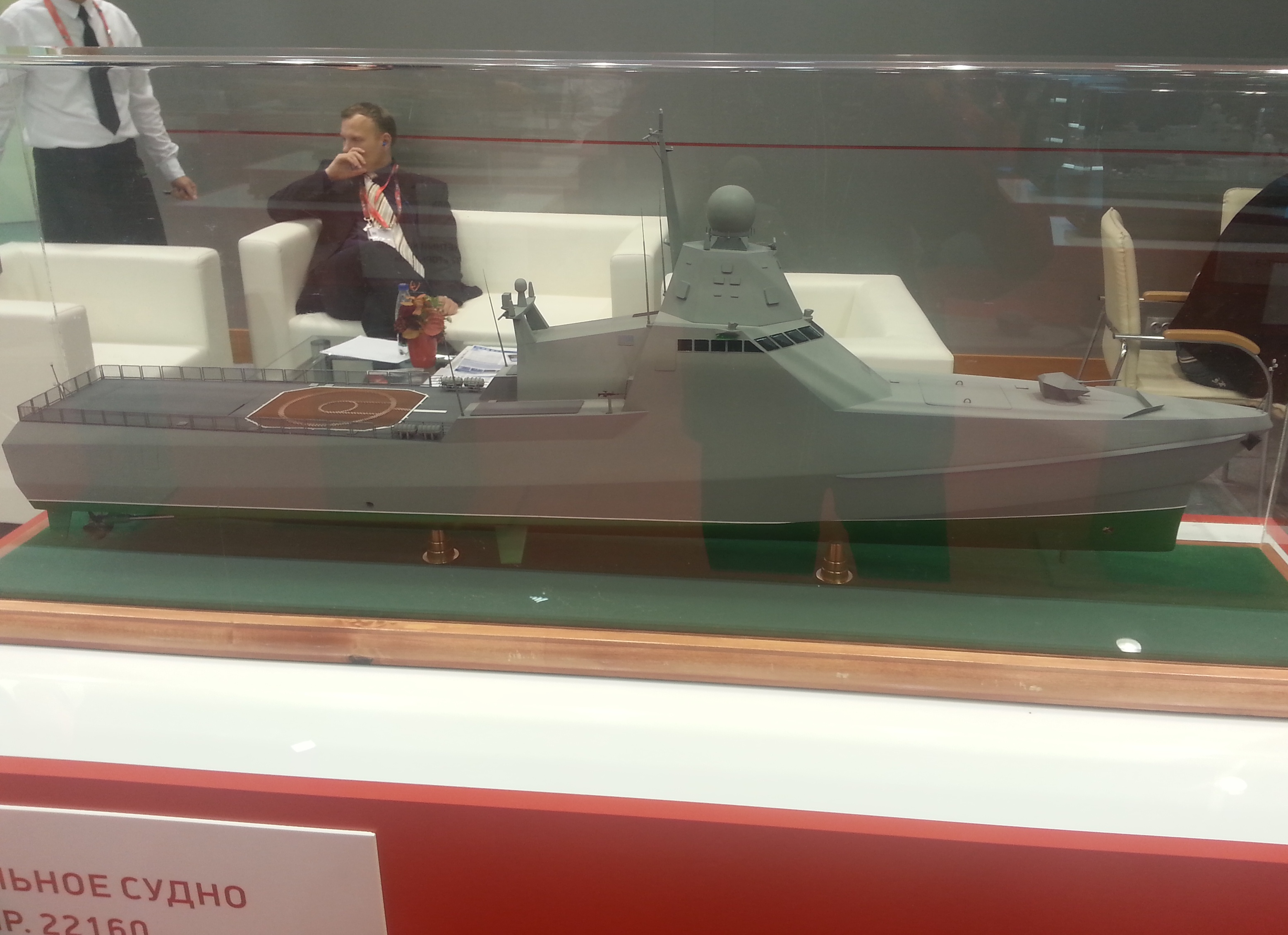
Vista lateral de la maqueta del buque patrullero Proyecto 22160 en la exposición «Армия 2016» (en ruso: Ejército 2016).
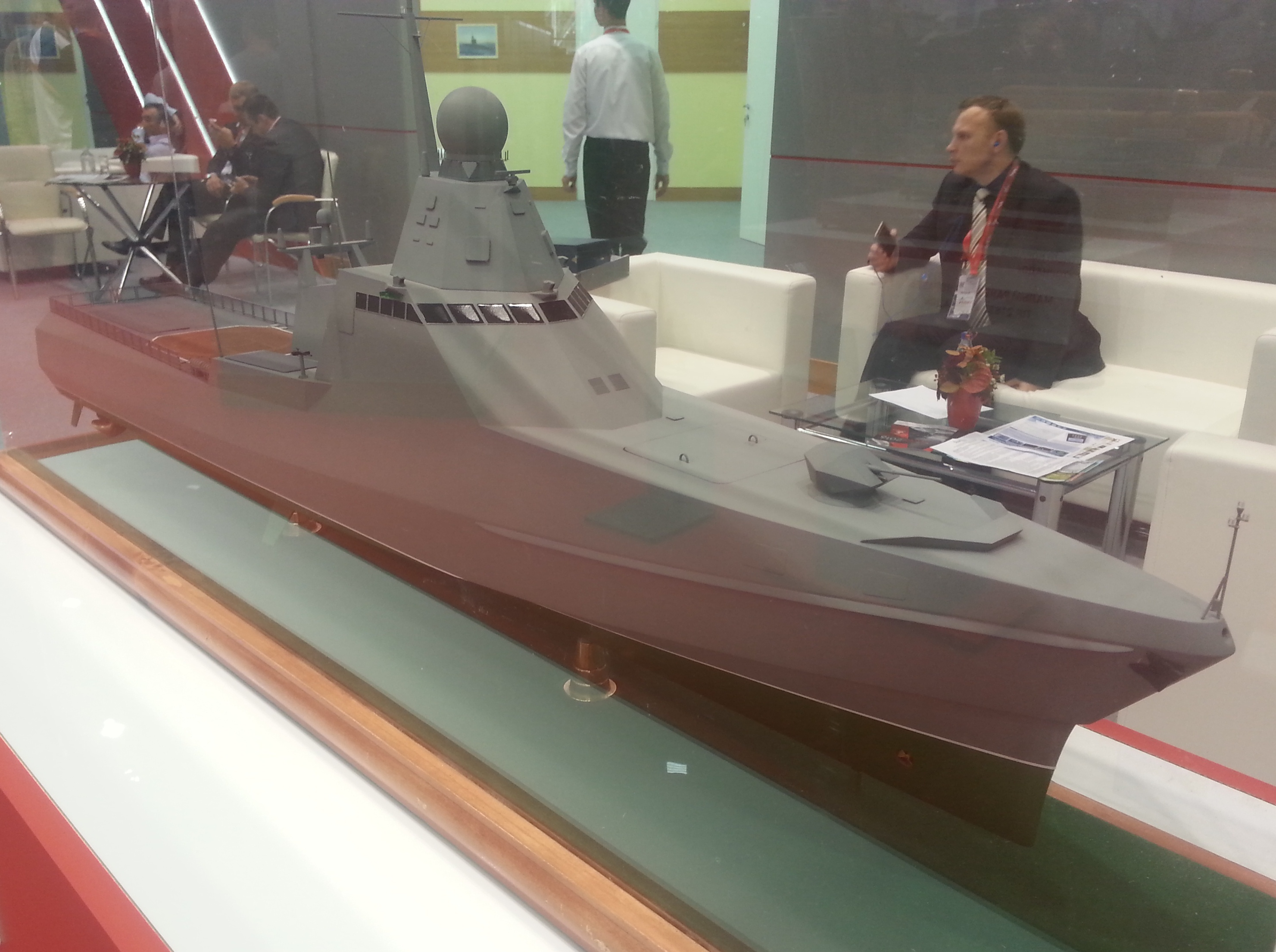
Vista frontal de tres cuartos de la maqueta del buque patrullero Proyecto 22160 en la exposición «Армия 2016» (en ruso: Ejército 2016).
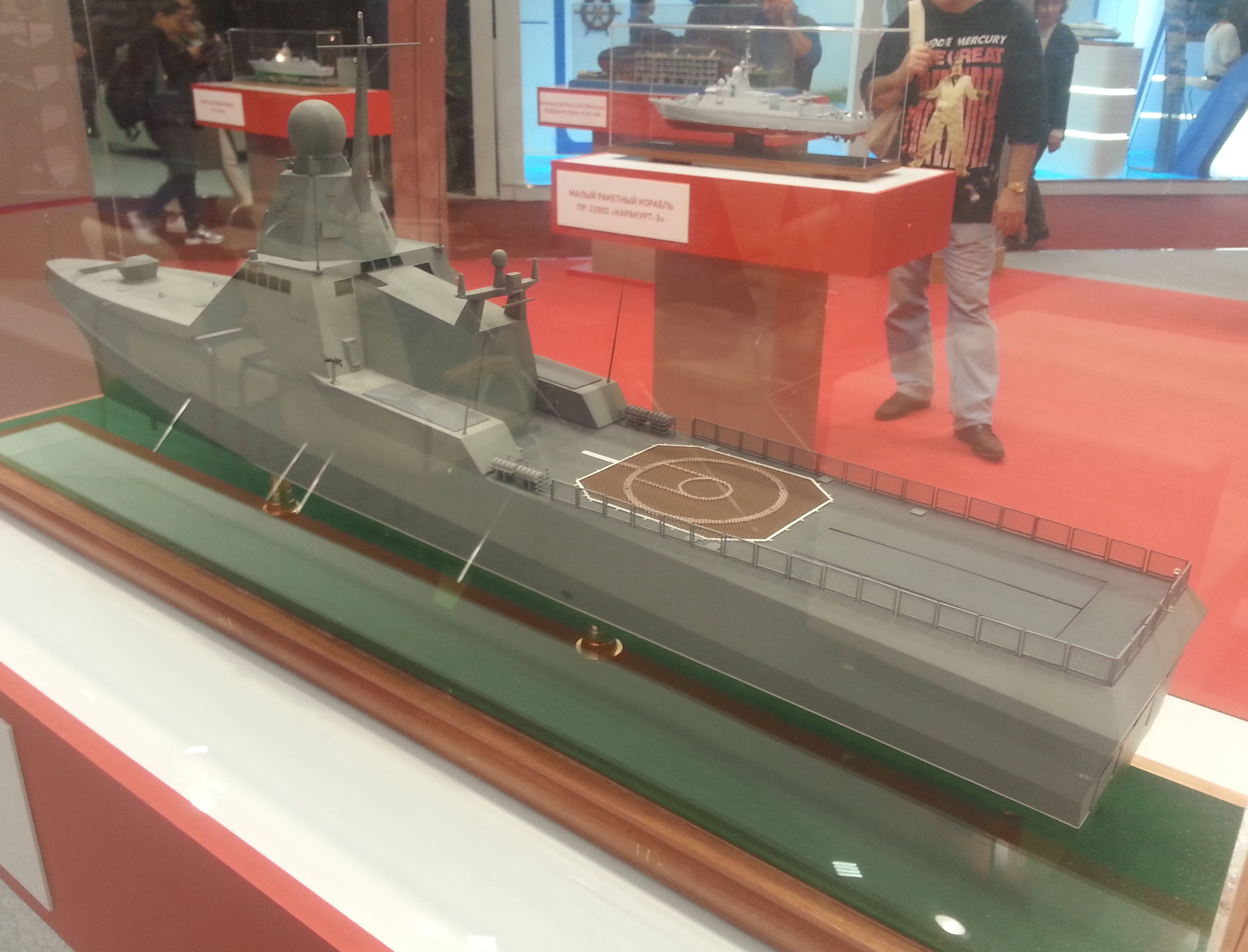
Vista posterior de tres cuartos de la maqueta del buque patrullero Proyecto 22160 en la exposición «Армия 2016» (en ruso: Ejército 2016).